# Victory Songs
Victory Songs es el tercer álbum del Grupo de viking / folk metal finlandés Ensiferum. Fue lanzado el 20 de abril de 2007 por Spinefarm. Este sería el primer álbum de Ensiferum con los nuevos miembros Petri Lindroos, Sami Hinkka y Janne Parviainen, y el último que incluiría a Meiju Enho.

## Lista de temas
1. "Ad Victoriam" – 3:10
2. "Blood is the Price of Glory" – 5:17
3. "Deathbringer from the Sky" – 5:10
4. "Ahti" – 3:55
5. "One More Magic Potion" – 5:22
6. "Wanderer" – 6:32
7. "Raised by the Sword" – 6:10
8. "The New Dawn" – 3:42
9. "Victory Song" – 10:38
10. "Lady in Black" – 4:34 (Uriah Heep cover)

La edición de Victory Songs en el Reino Unido incluye el anterior EP Dragonheads como disco extra.
- Datos: Q1461335